# Angela Ahrendts

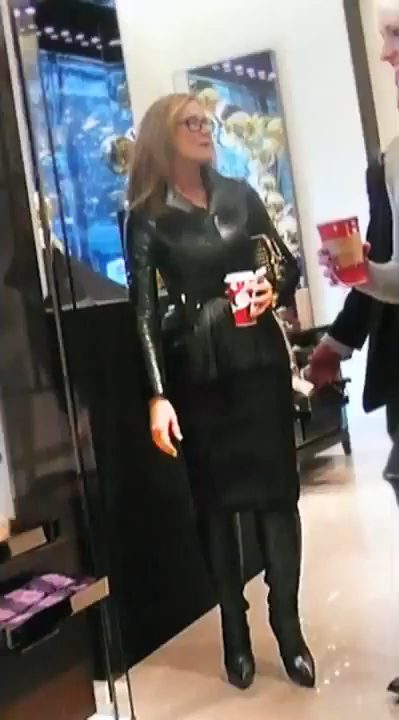
Angela Ahrendts, 2012

Angela Ahrendts DBE (* 12. Juni 1960 in New Palestine, Indiana) ist eine US-amerikanische Managerin. Von 2006 bis 2014 war sie CEO des Modeunternehmens Burberry, anschließend bei Apple.

## Leben
Die aus dem Provinzort New Palestine, einem Vorort von Indianapolis im US-Bundesstaat Indiana stammende Ahrendts, das dritte von fünf Kindern eines Kleinunternehmers und eines ehemaligen Fotomodells, absolvierte ein Bachelor-Studium in Marketing und Merchandising an der Ball State University in Muncie. Am Tag nach ihrer Abschlussprüfung 1981 zog sie nach New York, wo sie zunächst im Verkauf bei einem Herrenausstatter arbeitete.
Im Laufe ihrer Karriere hatte sie leitende Positionen bei Donna Karan (1989–1996), Henri Bendel (1996–1998) und Liz Claiborne (1998–2005) inne. 2006 wurde sie von Burberry als neue Chefin und Nachfolgerin von Rose Marie Bravo verpflichtet. 2013 wurde bekannt, dass sie mit einem Jahresgehalt von knapp 20 Mio. Euro der bestverdienende CEO aller im FTSE 100 Index geführten CEOs ist.
Im Frühjahr 2014 wechselte Ahrendts zu Apple und übernahm dort die Leitung der weltweiten Stores. Sie war direkt Firmenchef Tim Cook unterstellt und betreute auch die Online-Stores. Am 5. Februar 2019 gab Apple bekannt, dass Ahrendts das Unternehmen im April verlassen wird.
Angela Ahrendts ist Methodistin und lebt mit ihrem Mann und drei Kindern in London.